# 利普基 (波皮利尼亞區)
50°4′19″N 29°24′27″E / 50.07194°N 29.40750°E
利普基（烏克蘭語：Липки）是烏克蘭北部的村莊，隸屬日托米爾州的日托米爾區。該村處於克里維揚卡河畔，始建於1625年，面積3.993平方公里，海拔高度202米，人口648。